# Eide kommun, Møre og Romsdal
Eide kommun (norska: Eide kommune) var en kommun i Møre og Romsdal fylke i Norge. Eide gränsade i sydöst mot Gjemnes kommun och i sydväst mot Fræna kommun. Norr om Kornstadfjorden ligger Averøy kommun. Eide låg centralt placerat mellan Kristiansund och Molde. Den administrativa huvudorten var tätorten Eide.

## Administrativ historik
Kommunen bildades 1897 genom en delning av Kvernes kommun. 1964 överfördes ett område med 562 invånare från Kornstads kommun. 1983 överfördes ett obebott område till Averøy kommun.
1 januari 2020 slog kommunen samman med Fræna kommun och bildade Hustadvika kommun.

## Tätorter
Det fanns en tätort i kommunen, Eide, som också var den administrativa huvudorten. Den har 1 326 invånare (2011).

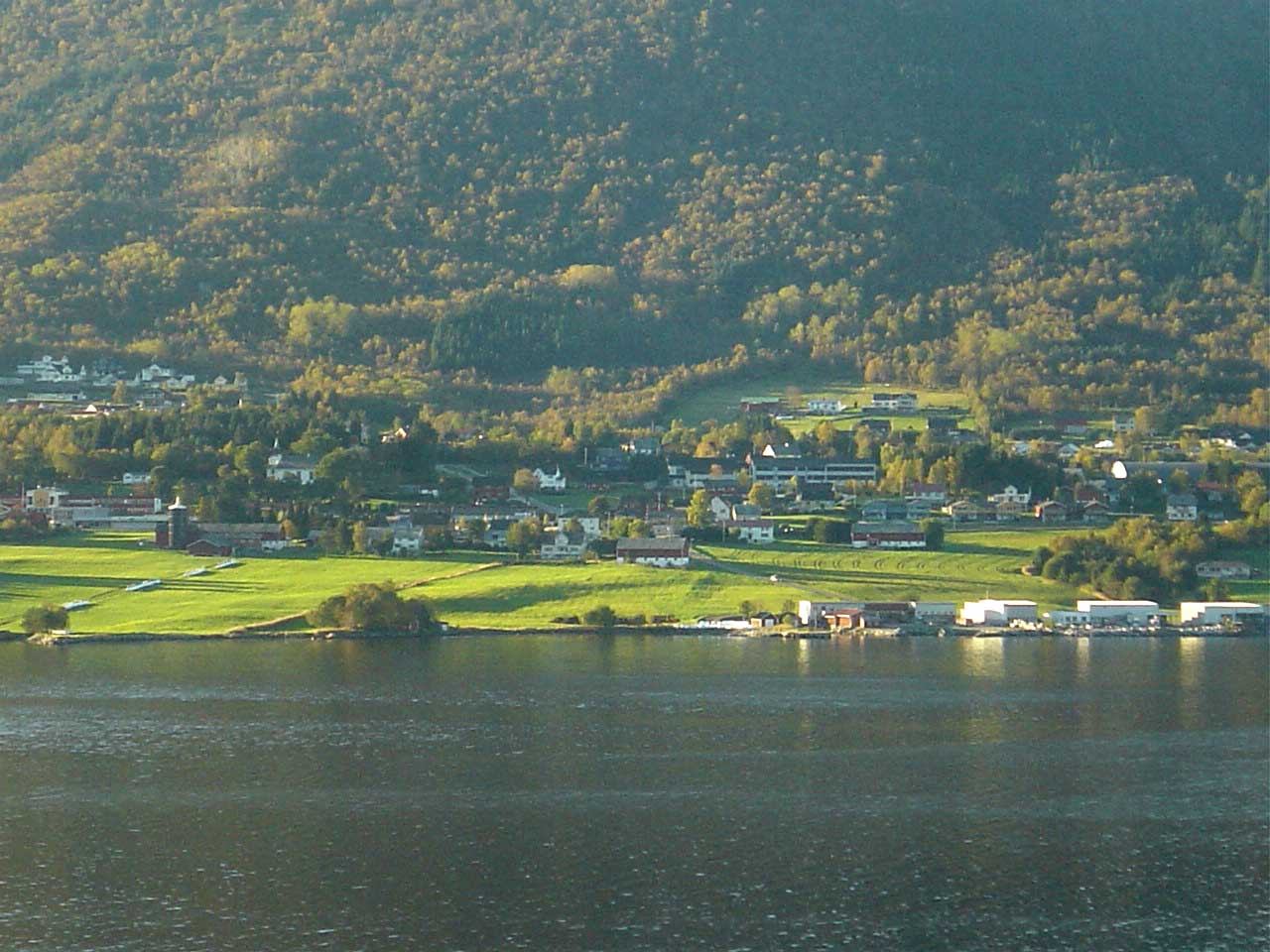
Eide.